# Viviane Forrester
Viviane Dreyfus más conocida como Viviane Forrester (París, 29 de septiembre de 1925 – 30 de abril de 2013) fue una escritora, ensayista, novelista y crítica literaria francesa.

## Biografía
Nacida como Viviane Dreyfus en una familia judía francesa. En 1943 se exilió temporalmente en España para huir del antisemitismo nazi. Después de la guerra se casó con el pintor neozelandés John Forrester con el que tuvo dos hijos. Se separaron unos años después, pero nunca llegaron a divorciarse. Trabajó para Le Monde, Le Nouvel Observateur y Quinzaine littéraire, y fue un miembro del jurado del Prix Femina. En los setenta publicó novelas de éxito como Ainsi des exilés y Vestiges. Pero el éxito internacional le llegó con sus libros sobre Virginia Woolf (Prix Goncourt 2009) y, sobre todo, sus ensayos políticos El horror económico (L'horreur économique), traducido a treinta lenguas En sus libros criticó la globalización del capitalismo.
También fue miembro fundador de ATTAC. Viviane Forrester murió el martes 30 de abril de 2013.

## Premios
Ganó el Premio Goncourt de biografía en 2009 por su biografía de Virginia Woolf. También el Premio Femina de ensayo en 1983 por su biografía de Van Gogh y el Premio Médicis de ensayo en 1996 por "L'horreur économique".
Se convirtió en miembro del Jurado del Premio Femina en 1992.

## Obras
- Ainsi des exilés, novela, Denoël, París, 1970
- Le Grand Festin, novela, Denoël, París, 1971
- Virginia Woolf, ensayo, La Quinzaine littéraire, 1973
- Le Corps entier de Marigda, novela, Denoël, París, 1975
- Vestiges, novela, Seuil, París, 1978
- La Violence du calme, ensayo, Seuil, París, 1980
- Les Allées cavalières, novela, Belfond, París, 1982
- Van Gogh ou l’Enterrement dans les blés, biografía, Seuil, París, 1983. En España, Van Gogh o el entierro de los trigales (1985, Editorial Argos Vergara, S.A.)
- Le Jeu des poignards, novela, Gallimard, París, 1985
- L’Œil de la nuit, novela, Grasset, París, 1987
- Mains, ensayo, Séguier, París, 1988
- Ce soir, après la guerre, historia, Fayard, 1992
- L'Horreur économique, Fayard, París, 1996, 1996, ISBN 978-2213597195 En México, el Fondo de Cultura Económica ha publicado El horror económico ISBN 978-9505572274 En España, L'horror econòmic (en catalán, Edicions 62).
- Une étrange dictature, Fayard, París, 2000, ISBN 978-2744136542 En España, Una extraña dictadura (2001, Editorial Anagrama S.A. ISBN 84-339-6147-0). En México, el FCE ha publicado Una extraña dictadura ISBN 978-9505573585
- Au Louvre avec Viviane Forrester : Léonard de Vinci, Louvre/Somogy, París, 2002
- Le Crime occidental, Fayard, París, 2004. En México, el FCE ha publicado El crimen occidental ISBN 978-9505577712
- Mes passions de toujours (Van Gogh, Proust, Woolf, etc.), Fayard, París, 2005
- Virginia Woolf, Albin Michel, París, 2009. En España, Virginia Woolf: el vicio absurdo (1988, Ultramar Editores, S.A.)
- Rue de Rivoli. Journal (1966-1972), Gallimard, París, 2011
- Dans la fureur glaciale, Gallimard, París, 2011
- La Promesse du pire, Seuil, París, 2013

## Críticas
Este es el punto central del libro de Viviane Forrester: las consecuencias de la economía de mercado tienen "tal falta de atención que la propia falta de atención ni siquiera se nota". En otras palabras, se mira con ojo ciego a las desigualdades creadas por el sistema capitalista. Añade que "lograr una indiferencia general es más una victoria del sistema que obtener un apoyo parcial". Señala que, para los representantes del capital, es más importante lograr que la gente no se cuestione o no se preocupe por lo que está pasando, más que intentar lograr un apoyo positivo a la manera en que se maneja el sistema de la mayoría de la población.